# Vadencourt, Somme
Vadencourt là một xã ở tỉnh Somme, vùng Hauts-de-France, Pháp.

## Địa lý
Thị trấn này có cự ly khoảng 10 miles về phía đồng bắc của Amiens, trên đường D919.

## Dân số
| 1962                                                  | 1968 | 1975 | 1982 | 1990 | 1999 |
| ----------------------------------------------------- | ---- | ---- | ---- | ---- | ---- |
| 79                                                    | 80   | 73   | 74   | 93   | 104  |
| Số liệu dân số từ năm 1962, dân số không tính hai lần |      |      |      |      |      |